# Districte de Partizánske
El districte de Partizánske - (eslovac) Okres Partizánske - és un dels 79 districtes d'Eslovàquia. Es troba a la regió de Trenčín. Té una superfície de 301,03 km², i el 2013 tenia 46.735 habitants. La capital és Partizánske.

## Demografia
| Godina             | 1994   | 2004   | 2014   | 2024   |
| ------------------ | ------ | ------ | ------ | ------ |
| Nombre de persones | 48.469 | 47.573 | 46.462 | 43.201 |
| Diferència         |        | −1,84% | −2,33% | −7,01% |

| Godina             | 2023   | 2024   |
| ------------------ | ------ | ------ |
| Nombre de persones | 43.509 | 43.201 |
| Diferència         |        | −0,70% |

## Llista de municipis

### Ciutats
- Partizánske

### Pobles
Bošany | Brodzany | Hradište | Chynorany | Ješkova Ves | Klátova Nová Ves | Kolačno | Krásno | Livina | Livinské Opatovce | Malé Kršteňany | Malé Uherce | Nadlice | Nedanovce | Ostratice | Pažiť | Skačany | Turčianky | Veľké Kršteňany | Veľké Uherce | Veľký Klíž | Žabokreky nad Nitrou
1. 1 2  «Počet obyvateľov podľa pohlavia - obce (ročne) [om7102rr_obce=AREAS_SK]».   Statistical Office of the Slovak Republic, 31-03-2025. [Consulta: 31 març 2025].